# Colibași, Mehedinți
Colibași este un sat în comuna Malovăț din județul Mehedinți, Oltenia, România.

## Personalități
- Dumitru Ghiață (1888 - 1972), pictor, decorat cu Premiul de Stat al RPR.